# Eubazus nigroventralis
Eubazus nigroventralis är en stekelart som beskrevs av Van Achterberg 2003. Eubazus nigroventralis ingår i släktet Eubazus och familjen bracksteklar. Inga underarter finns listade i Catalogue of Life.